# Holding
Una holding (capofila o capogruppo, in italiano società controllante), abbreviazione dell'inglese holding company, è una compagnia che deve gran parte, se non tutti, i propri guadagni dal possesso di quote societarie. È classificata come società finanziaria.

## Tipi di capogruppo
Esistono diversi tipi di holding. Quelle più comuni sono le seguenti:
- holding finanziaria;
- holding operativa;
- holding capogruppo;
- holding gestoria;
- holding di famiglia.

### Holding finanziaria
La holding finanziaria (anche detta "holding pura") è una holding che non svolge attività di produzione o scambio di beni o servizi (eventualmente svolgono tale attività di produzione o scambio le società partecipate o possedute dalla holding finanziaria). La sua unica finalità imprenditoriale è quella di controllare società attraverso il possedimento delle rispettive quote. Esempi di holding finanziarie sono la Exor (la holding che controlla Fiat Chrysler Automobiles) e la Berkshire Hathaway. Quest'ultima ha partecipazioni in The Coca-Cola Company (8,3%), Moody’s Corporation (17,2%), American Express (12,1%), Burlington Northern Santa Fe Corporation (17,2%) e The Washington Post Company (18,1%).

### Holding operativa
La holding operativa (anche detta "holding mista") è una holding che svolge attività di produzione o scambio di beni o servizi. La holding operativa è quindi antitetica alla holding finanziaria (una società non può essere contemporaneamente sia una holding finanziaria che una holding operativa). Un esempio di holding operativa è Mediobanca: oltre a possedere quote di Assicurazioni Generali (14,09%) e RCS (13,94%), eroga servizi finanziari alle imprese.
Tipicamente la capogruppo eroga i classici processi di supporto per le controllate: amministrazione e finanza, controllo di gestione, tecnologie dell'informazione, risorse umane, qualità e sicurezza, manutenzione, acquisti, etc.

### Holding capogruppo
La holding capogruppo (anche detta "società capogruppo" o semplicemente "capogruppo") è una holding che possiede azioni o quote di altre società in quantità sufficiente per esercitare un'influenza dominante sulla loro amministrazione. La holding capogruppo può essere una holding operativa o una holding finanziaria a seconda che svolga o non svolga attività di produzione o scambio di beni o servizi.
Un esempio che può portare alla creazione di una holding capogruppo è il seguente. Un'azienda che presenta una struttura divisionale (ovvero presenta delle divisioni al suo interno) per output prodotto, può espandersi a tal punto da dover creare delle aziende tra loro separate per ogni output prodotto. A questo punto viene creata una holding che controlli tutte le altre società (giuridicamente autonome) attraverso la maggioranza azionaria. Il vantaggio di una holding capogruppo è il frazionamento del rischio tra le società e la possibilità di attuare finanziamenti elevatissimi attraverso partecipazioni a cascata.

### Holding gestoria
La holding gestoria è una holding che gestisce società che hanno business con interdipendenze strategiche. Quindi tende sempre a ricercare sinergie tra i business. Anche la holding gestoria può essere una holding operativa o una holding finanziaria a seconda che svolga o non svolga attività di produzione o scambio di beni o servizi. Un esempio di holding gestoria è la Fiat Chrysler Automobiles che controlla il 100% delle società del settore automotive FCA Italy, FCA US e Maserati.

### Holding di famiglia
La holding di famiglia è una holding controllata da componenti di una stessa famiglia. La holding di famiglia è molto diffusa in Italia, paese dove la holding di famiglia assume prevalentemente la forma giuridica della società in accomandita per azioni o della società a responsabilità limitata. Tra le più note holding di famiglie italiane ne fanno parte:
- Exor, famiglia Agnelli - Ferrari, Stellantis, CNH Industrial, Iveco, Philips, The Economist, GEDI Gruppo Editoriale, Juventus;
- INCA, famiglia Maccan - gruppo Friul Intagli Industries, RGM, Arcadia, Toro Rosso F2, Futura Componenti, ASD Maccan calcio, ACD PortoMansuè;
- Fininvest, famiglia Berlusconi - gruppo Mediaset, Arnoldo Mondadori Editore, Banca Mediolanum;
- Efiparind B.V. (Amsterdam, NL), famiglia Pesenti - gruppo Italmobiliare, Italcementi;
- Caltagirone S.p.A., famiglia Caltagirone - gruppo Caltagirone, Cementir, Vianini;
- De Agostini Spa, famiglie Drago e Boroli - gruppo De Agostini, Lottomatica;
- Edizione Srl, famiglia Benetton - gruppo Benetton, Autogrill, Atlantia;
- Presa Spa e Fimedi Spa, famiglia Buzzi - Buzzi Unicem;
- CIR e COFIDE, famiglia De Benedetti - Gruppo Editoriale L'Espresso, KOS;
- F. Investements, famiglia Ferrari - Ferrari N.V., Gruppo Ferretti.

### Subholding
La subholding è una società holding che si interpone tra una capogruppo (sopra) e società operative (sotto) accomunate dall'essere operanti in business comuni (settore). Tipicamente, è una holding finanziaria. Il termine è utilizzato a volte al posto di holding gestoria (o holding settoriale).
In Italia esempi di subholding sono Sintonia spa e Busitalia.

## Società consociate
Le società che hanno azioni o quote la cui proprietà è detenuta dalla medesima holding sono dette "consociate". In particolare, se la partecipazione societaria nella consociata è significativa ma non sufficiente a controllarne l'amministrazione, la consociata è chiamata, più specificamente, "collegata". Se invece la partecipazione societaria nella consociata è sufficiente a controllarne l'amministrazione, la consociata è chiamata, più specificatamente, "controllata".